# أوزوالد ميلر
أوزوالد ميلر (بالبولندية: Oswald Miller)‏ هو دراج بولندي، ولد في 1892، وتوفي في القرن العشرين.

## وصلات خارجية
- أوزوالد ميلر على موقع أرشيف الدراجات (الإنجليزية)
- أوزوالد ميلر على موقع إحصائيات الدراجات الإحترافية (الإنجليزية)
- أوزوالد ميلر على موقع أوليمبيديا (الإنجليزية)
- أوزوالد ميلر على موقع اللجنة الأولمبية البولندية (مؤرشف) (البولندية)